# Крах. Моя невдача у стартап-бульбашці (книга)
Крах. Моя невдача в стартап-бульбашці (англ. Disrupted: My Misadventure in the Start Up Bubble) – третя книга американського журналіста та письменника Дена Лайонса, вперше опублікована видавництвом Hachette Book Group  5 квітня 2016 року. Українською мовою перекладено у 2018 році видавництвом Наш формат (перекладачка — Олександра Асташова).
У своїй автобіографічній книжці Ден Лайонз розповів про досвід роботи у одному із сучасних стартапів Кремнієвої долини, у технологічному районі Сан-Франциско, де розташовані офіси таких компаній як Uber, Twitter, Facebook та Airbnb. Працюючи маркетологом у молодому стартапі HubSpot , автор описує внутрішню структуру таких компаній, куди венчурні капіталісти вкладають мільйонні статки. Перебуваючи у HubSpot, він споглядає за тим, як молоді працівники без досвіду починають керувати відділами у компанії, як вони відривають собі шматки від венчурних вкладів у стартап та про корпоративну культуру, яка пропагує повне поклоніння бренду компанії, одежу корпоративного кольору, постійні зустрічі та наради без нагальної потреби. Ден виявляється єдиним, кого не затьмарює магія стартапу і який думає перед тим, як слідувати вказівкам своїх 20-літніх босів.

## Огляд книги
Ден Лайонс працював у журналі Newsweek та був автором трьох книг, але раптово його звільнили з посади. Пишучи про перспективні ринки, він знав, що технологічні компанії активно розвиваються. Так колишній п’ятдесятирічний журналіст Ден Лайонс отримує роботу у перспективній стартап-компанії HubSpot та потрапляє до колективу 20-річних, які щойно випустились із університетів та вже керують відділами у компанії.  
Розповідь приправлена сарказмом та гумором про надмірно лояльних  та схиблених на корпоративній культурі співробітників компанії, соціальних кар’єристів та соціопатів без досвіду роботи. Він описує багато зустрічей, непотрібних зустрічей, куди люди приносять плюшевого ведмедика як уособлення працівника компанії та носять одяг корпоративного кольору. Така атмосфера притаманна більшості технологічних компаній, відомих як стартапи-бульбашки. Окрім активного просування корпоративної культури, такі стартапи характерні низькими показниками прибутку. HubSpot, який продавав програмне забезпечення для розсилки спаму по email, був вартий 100 мільйонів доларів венчурного капіталу, хоча на папері він не генерував доходів. Загалом такі бізнеси не працюють ефективно, вони лише продають посередній продукт, а гроші витрачають на агресивний маркетинг, щоб приваблювати нових інвесторів. Таким чином, бізнес-модель компанії — проста бульбашка, здатна луснути в будь-який момент. Згодом компанія без ефективного продукту навіть приймає рішення вийти на IPO.
Книга стала бестселлером “New York Times” [Архівовано 23 жовтня 2018 у Wayback Machine.], на неї було написано безліч рецензій. У одній з них журналіст “Los Angeles times” [Архівовано 8 жовтня 2018 у Wayback Machine.] назвав роботу Лайонза “найкращою книгою про Кремнієву долину”. Книжка для тих, кого цікавить, як працює технологічний стартап зсередини. 

## Книга українською
- Лайонс, Ден. Крах. Моя невдача в стартап-бульбашці / Пер. з англ. Олександри Асташової.  — К. : Наш Формат, 2018. ISBN 978-617-7552-32-0.